# Kornelia Ender
Kornelia Ender (Plauen, 25 de outubro de 1958) é uma ex-nadadora alemã, ganhadora de oito medalhas em Jogos Olímpicos. Foi a primeira nadadora a ganhar quatro ouros em uma única Olimpíada.
Ela foi recordista mundial dos 100 metros borboleta entre 1973 e 1974, e entre 1975 e 1977; e dos 200 metros medley em 1973, e entre 1976 e 1977. Também foi recordista mundial dos 4x100m livres e medley pela Alemanha Oriental.

## Doping
Funcionários da equipe da Alemanha Oriental, anos mais tarde, confessaram que haviam administrado drogas de melhoria de desempenho para Kornelia Ender sem seu conhecimento durante a carreira, assim como outros atletas do país. Como uma atleta que apresentou sintomas de uso de esteróides em 1976 (voz grossa, corpo superdesenvolvido), as revelações causaram forte suspeita sobre a validade das realizações de Ender.